# Varangien
Le Varangien (ou Varangénien) est un ancien terme, aujourd'hui obsolète, désignant à la fois une période glaciaire du Néoprotérozoïque et une ancienne proposition de période géologique correspondant aux actuelles périodes du Cryogénien et de l'Édiacarien.
Le terme de « Varangien » apparaît pour la première fois en 1951 dans un article scientifique écrit par Oskar Kulling. Il est utilisé pour désigner la période glaciaire identifiée par la présence de tillites sur les bordures du Varangerfjord, dans le nord de la Norvège. Dans une publication de 1964, W.B. Harland réemploie le terme de Varangien pour désigner une période glaciaire d'ampleur mondiale qui aurait eu lieu avant le Cambrien, marquée par la présence à travers le monde de nombreux affleurements de tillites et autres sédiments d'origine glaciaire qui auraient été déposés à de basses latitudes,. Harland propose également la création d'une nouvelle période géologique nommée Varangien, précédant au Cambrien, en référence à la localité-type du Varangerfjord où les premières tillites furent découvertes et qui serviraient de stratotype pour cette nouvelle période. Cette proposition ne semble cependant pas suivie d'effets et le terme de Varangien n'apparaît pas dans les propositions successives de définition de la stratigraphie du Néoprotérozoïque.